# The Hounds
The Hounds var en svensk popgrupp som bildades 1965 i Stockholm. Gruppen bestod av Jan Ahlén, Henrik Salander, Lars Wallander, Jan Bråthe och Janne Önnerud. Lars Hjort var också involverad.[källa behövs] Mycket av deras material baserade sig på vokala harmonier i likhet med den brittiska gruppen The Tremeloes. 
The Hounds fick sin första hit, Exodus, 1966. 1967 släppte de sina coverversioner på Sealed With a Kiss och The Lion Sleeps Tonight, vilka blev långkörare på Tio i topp. Gruppen hade en sista stor hit våren 1968 med coverlåten The Gipsy Cried, innan de senare samma år upplöstes på grund av den så kallade artistskatten som kom i slutet av 1968 och som gjorde att även många andra band försvann från musikhimlen. Gruppen har återförenats kort flera gånger.

## Hits i urval
- The Lion Sleeps Tonight (cover på The Tokens hit från 1961)
- Sealed With A Kiss (cover på Brian Hylands hit från 1962)
- The Gipsy Cried (cover på Lou Christies hit The Gypsy Cried från 1962)
- Exodus
- Very Last Day (cover på Peter, Paul and Marys hit från 1963)